# Rio Haryanto
Rio Haryanto (Surakarta, Indonezija, 22. siječnja 1993.) je indonezijski vozač automobilističkih utrka.
Haryanto se počeo baviti kartingom sa šest godina. S utrkama jednosjeda, započeo je 2008. godine. Sljedeće godine osvaja naslov u Formuli BMW Pacific s momčadi Meriuts. Prelazak u Europu dogodio se 2010. godine, kada započinje suradnju s Manor Racingom. S njima se natječe u GP3 seriji gdje osvaja jednu pobjedu. Te godine je prvi put testirao bolid Formule 1. 
Nakon 4 godine provedene u GP2 seriji, od 2012. do 2015. godine, Haryanto potpisuje za momčad Manor, te postaje prvi indonezijski vozač u Fomruli 1. Nakon 12 utrka odvoženih u Formuli 1, Haryanto ostaje bez sponzorskog novca, te ga momčad nakon VN Njemačke, mijenja s Francuzom Estebanom Oconom.

## Karijera u Formuli 1
2016. - Manor, 12 utrka, 0 bodova, 24. mjesto

## Vanjske poveznice
- Rio Haryanto na racing-reference.com
- Rio Haryanto F1 statistika na statsf1.com